# Città della Repubblica Centrafricana
Lista di città della Repubblica Centrafricana.

## Lista

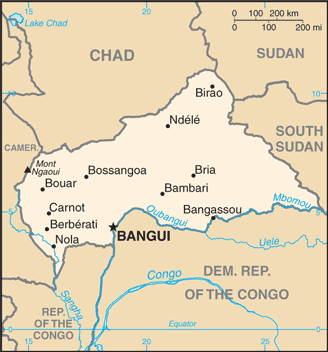
Mappa della Repubblica Centrafricana

- Alindao
- Baboua
- Bahamo
- Bambari
- Bangassou
- Bangui
- Baoro
- Batangafo
- Berbérati
- Bimbo
- Birao
- Boali
- Bobangui
- Boda
- Bossangoa
- Bossembélé
- Bouar
- Bouca
- Bozoum
- Bria
- Carnot
- Damara
- Gambo
- Gamboula
- Guen
- Ippy
- Kabo
- Kaga-Bandoro
- Kembé
- Kouango
- Mbaïki
- Mobaye
- Mongoumba
- N'Délé
- Nola
- Obo
- Ouadda
- Ouango
- Paoua
- Rafaï
- Sibut
- Zinga